# Martin Canin
Martin Canin   (Nova York, 1930 - 9 de maig de 2019) va ser un pianista nord-americà i destacat pedagog de piano que va formar part del professorat de The Juilliard School de 1976 a 2016 i de la Stony Brook University des de 1965 fins al 1993.
Canin va néixer a la ciutat de Nova York i es va graduar a Juilliard, on va estudiar amb l'eminent pedagoga de piano Rosina Lhévinne, que juntament amb el seu marit Josef Lhévinne va formar part d'una llarga nissaga de pianistes i professors russos. Va començar els estudis de piano als 7 anys com a estudiant becat al Henry Street Settlement, al Lower East Side de Nova York, estudiant primer amb Aurelio Giorni i més tard durant una dècada amb el pianista, compositor i director d'orquestra d'origen austríac Robert Scholz, així com amb ajudant a programes d'escola d'estiu a la Meadowmount School of Music. Canin també va estudiar amb la coneguda pianista, pedagoga i crítica Olga Samaroff al Conservatori de Filadèlfia abans d'entrar a la Juilliard School.

## Les primeres actuacions
Canin va començar la seva carrera com a solista de piano; a The New York Times, Harold Schonberg va escriure sobre un concert el 1960 que "Mr. Canin va igualar l'assoliment de qualsevol pianista nord-americà que aquest crític hagi escoltat” i el crític i compositor Virgil Thomson va escriure sobre l'actuació de Canin el 1949, del Concert en re menor de Brahms, op. 15, amb la Juilliard Orchestra, que “tocar un piano tan bonic des de tots els punts de vista és rar. És un músic net.” Sobre el recital de debut de Canin al Carnegie Recital Hall (ara Weill Recital Hall) el 1958, el crític del New York Times Edward Downes va escriure: "Només un músic reflexiu hauria triat incloure l'enormement exigent Sonata d’Elliott Carter, que data de 1946, en un programa. Només un tècnic expert podria haver-ho dut a terme amb tanta claredat, autoritat i fins i tot brio”. Downes va concloure: "A la fantasia 'Wanderer' de Schubert, el pianista va demostrar que no només tenia un sentit del drama, sinó també una profunditat musical i una bellesa consistent del to a les seves ordres. Aquest va ser un debut distingit."

## Carrera docent
Tot i que Canin va actuar a Europa, Àsia i Austràlia, l'ensenyament en lloc de concertar es va convertir en el focus de la seva carrera professional. Després d'haver-se graduat a The Juilliard School el 1956, es va convertir allà en assistent de Rosina Lhévinne el 1959 i també va ensenyar durant aquest període al Teachers College de la Universitat de Colúmbia. Va ser nomenat membre de la facultat de Juilliard el 1976. El 1965, també es va incorporar a la facultat de la Universitat Estatal de Nova York a Stony Brook, ara coneguda com a Universitat de Stony Brook, com a Artista en Residència, i es va retirar d'aquesta posició el 1993. També va ensenyar al Festival Internacional de Música de Bowdoin de 1972 a 2015. Altres cites docents, en paral·lel a les de Juilliard i Stony Brook, van incloure la City University de Nova York i la Universitat de Nova York. VA tenir com a alumna Annette Volkamer.
Com a hereu d'una tradició que representa l’època daurada dels virtuosos del piano romàntic, Canin va exaltar la imatge del pianista solista, dient en una entrevista de 1981: “Per descomptat que m'encanta la música de cambra, m'encanta tocar-la; M'encanta escoltar-ho. Però sento que alguna cosa surt de les nostres vides si perdem el sentit de l'únic heroi conqueridor a l'escenari. M'encanta la idea que una persona s'aixequi allà amb el Steinway i l'assumeixi, i el venci. I aquesta persona ens pot oferir una vetllada de música inspiradora. Per a mi, crec que el més emocionant de tot és el solista".
Entre els seus centenars d'estudiants a Juilliard i Stony Brook, Canin va ensenyar a nombrosos premiats dels principals concursos internacionals de piano, com ara els concursos Busoni, Van Cliburn, Liszt-Bartók, Casadesus, Kapell, Tokyo International, Seül International i la Reina Elisabeth de Bèlgica. Canin va oferir recitals i classes magistrals arreu del món i va formar part del jurat de nombrosos concursos de piano. A més de la seva docència i actuacions com a pianista solista i músic de cambra, va gravar obres de Johannes Brahms per a Spectrum Records, va servir com a editor col·laborador de la revista The Piano Quarterly i va editar una sèrie d'obres per a piano per a Éditions Salabert i Lee Roberts Publications. Entre els seus deixebles destacats hi ha Stephen Hough, Terence Yung, Haewon Song, Mihae Lee, Dalit Warshaw, Yung Wook Yoo, Sean Botkin, Annette Volkamer, Quynh Nguyen, Madeleine Forte, Joel Fan i Min Kwon.

## Vida personal
Juntament amb l'associació de Martin Canin amb The Juilliard School com a professor, aquest conservatori de música també va exemplificar una mica de tradició familiar. El seu germà, el violinista Stuart Canin, havia estudiat a l'escola. El 1963, Martin Canin es va casar amb Fiorella Miotto, també pianista formada a Juilliard, amb qui va tenir una filla, la violinista Serena Canin del Brentano String Quartet, també graduada a Juilliard. Martin Canin va morir a Nova York el 9 de maig de 2019 als 89 anys.

## Més lectura i àudios
- Martin Canin interpretant Johannes Brahms, Sonata per a piano núm. 3 en fa menor, op. 5. YouTube.
- "For the Love of Music", WNCN-FM, Nova York, NY (20 de març de 1981). David Dubal entrevista Martin Canin. Programa 1 de 2, YouTube. Programa 2 de 2, YouTube.
- “Entrevista a Martin Canin” (3 de novembre de 1991). Col·lecció d'història oral del Lower East Side i Biblioteca Tamiment[Enllaç no actiu], Universitat de Nova York.